# 沙尔多奈
沙尔多奈（法語：Chardonnay，法語發音：[ʃaʁdɔnɛ] ⓘ）是法国索恩-卢瓦尔省的一个市镇，属于马孔区。

## 地理
沙尔多奈（46°30'35"N, 4°51'45"E）面积6.37 平方千米，位于法国勃艮第-弗朗什-孔泰大區索恩-卢瓦尔省，该省份为法国中部省份，北起顺时针与科多尔省、汝拉省、安省、罗讷省、卢瓦尔省、阿列省和涅夫勒省接壤。
与沙尔多奈接壤的市镇（或旧市镇、城区）包括：于希济、吕尼、奥兹奈、普洛特。

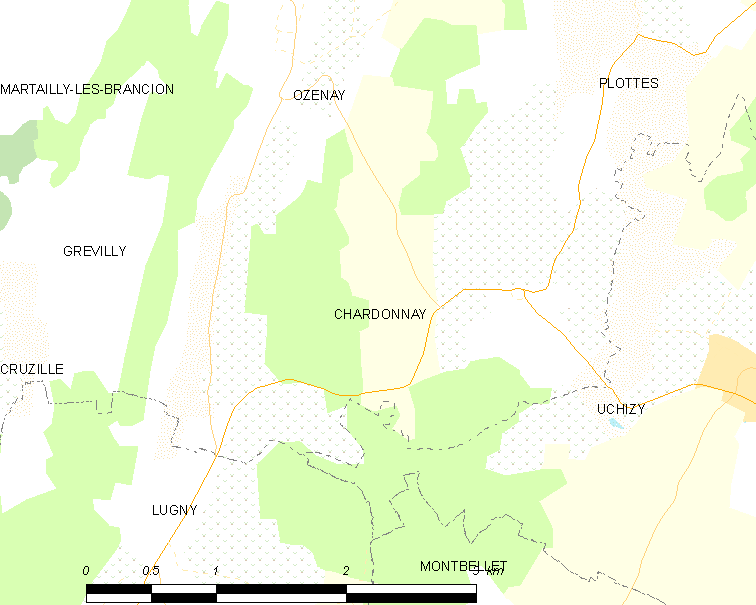
沙尔多奈的OSM定位图

沙尔多奈的时区为UTC+01:00、UTC+02:00（夏令时）。

## 行政
沙尔多奈的邮政编码为71700，INSEE市镇编码为71100。

## 政治
沙尔多奈所属的省级选区为图尔尼县。

## 人口

1962-2008年间沙尔多奈人口变化图示

沙尔多奈于2022年1月1日时的人口数量为206人。